# Renan Lodi
Renan Augusto Lodi dos Santos (n. 8 aprilie 1998), cunoscut ca Renan Lodi, este un fotbalist brazilian care evoluează pe postul de fundaș la Al Hilal în Liga Profesionistă din Arabia Saudită și la echipa națională de fotbal a Braziliei.